# Noticiero 90 Minutos
El Noticiero 90 Minutos es un noticiero televisivo colombiano ubicado en la ciudad de Cali en Colombia, en las instalaciones de la Universidad Autónoma de Occidente, desde donde emite la información con alcance local y regional para los cuatro departamentos del suroccidente colombiano: Cauca, Chocó, Nariño y Valle del Cauca.
El noticiero se emite diariamente de lunes a viernes por el canal regional Telepacífico y cuenta con un ecosistema digital que involucra las redes sociales articuladas al portal web de www.90minutos.co.

## Historia
Inició sus emisiones en 1988 como Notioccidente de Procívica Televisión, que dos años después se convertiría en el informativo de la Franja 90 Minutos. Luego, en 1990, el canal regional de Telepacífico convocó al segundo concurso de méritos para ampliar el horario de 24 horas a 36 horas semanales, “con el 58% de programas de producción regional y un cubrimiento del 80% del departamento del Valle del Cauca”. 
Durante 1994, la programación semanal se amplió a 74 horas y realizó la licitación para contratar la cesión de derechos de emisión para el período comprendido entre el enero de 1995 y enero de 1998, prorrogable dos años. Así, Telepacífico contrató los derechos de emisión a 15 empresas productoras de televisión.
En 1995, Telepacífico pasó de ser una empresa industrial y comercial del Estado del orden nacional, vinculado al Ministerio de Comunicaciones, a ser una empresa industrial y comercial del Estado del orden Departamental, vinculada a la Comisión Nacional de Televisión. En este mismo año se llevó a cabo el proyecto de automatizar y digitalizar la emisión tanto de los programas como de los comerciales, constituyéndose así en el primer canal de televisión en Colombia en realizarlo.
En marzo de 1996 se inició la transmisión vía satélite, utilizando el sistema de Inravisión y el satélite Intelsat 806. 
Durante 1998 año se adelantó el proyecto de expansión de la red de transmisión con el que la señal de Telepacífico llegó a Chocó, Cauca, Nariño y el resto del Valle del Cauca. Se realizó el montaje de 14 estaciones nuevas de televisión satelital, logrando un cubrimiento poblacional de casi 6.000.000 en la región Pacífico.
Una vez la señal del canal llegó a un gran porcentaje de la población, en 1999, la estrategia se dirigió a aumentar la realización de documentales con coproducciones nacionales e internacionales.

## Emisiones de noticias
| Emisión                                | Hora            |
| -------------------------------------- | --------------- |
| A primera hora (digital)               | 8:00am - 9:00am |
| Emisión central (televisión y digital) | 1:00pm - 1:30pm |

## Presentadores
- Adriana Santacruz
- María Claudia Home
- Rafael Cuellar
- Chango Cárdenas (Q.E.P.D)
- Otto Valencia
- Nicolás Chamorro
- Carlos Plaza

## Directores
- Miguel Angel Palta
- Guido Correa